# William P. Gottlieb
William P. Gottlieb (Brooklyn (New York), 28 januari 1917 – aldaar, 23 april 2006) was een Amerikaanse fotograaf en krantencolumnist die vooral bekend is om zijn klassieke foto's van de belangrijkste artiesten uit de Gouden Eeuw van de Amerikaanse jazz in de jaren 1930 en 1940. De foto's van Gottlieb behoren tot de bekendste en meest gereproduceerde afbeeldingen van dit jazztijdperk.
Gottlieb maakte portretten van honderden prominente jazzmuzikanten en persoonlijkheden, meestal terwijl ze speelden of zongen in bekende jazzclubs in New York. Gottliebs onderwerpen waren Louis Armstrong, Duke Ellington, Charlie Parker, Billie Holiday, Dizzy Gillespie, Earl Hines, Jo Stafford, Thelonious Monk, Stan Kenton, Ray McKinley, Benny Goodman, Coleman Hawkins, Louis Jordan, Ella Fitzgerald, Toots Thielemans en Benny Carter.

## Biografie
Gottlieb werd geboren op 28 januari 1917 in de wijk Canarsie in Brooklyn en groeide op in Bound Brook, New Jersey, waar zijn vader in de bouw- en houthandel werkte. Hij studeerde in 1938 af aan de Lehigh University met een graad in economie. Terwijl hij in Lehigh was, schreef Gottlieb voor de wekelijkse campuskrant en werd hij hoofdredacteur van The Lehigh Review. In zijn laatste jaar op de universiteit begon hij met het schrijven van een wekelijkse jazzcolumn voor The Washington Post. Terwijl hij voor de Post schreef, doceerde Gottlieb economie aan de University of Maryland. Nadat de Post had vastgesteld dat het een fotograaf niet zou betalen om Gottliebs bezoeken aan jazzclubs te begeleiden, leende Gottlieb een perscamera en begon foto's te maken voor zijn column.
Gottlieb werd in 1943 opgeroepen voor het Army Air Corps en diende als officier voor fotografie en classificatie. Na de Tweede Wereldoorlog verhuisde Gottlieb naar New York om een carrière in de journalistiek na te streven. Hij werkte als schrijver-fotograaf voor het tijdschrift DownBeat en zijn werk verscheen ook vaak in Record Changer, de Saturday Review en Collier's. In 1948 trok Gottlieb zich terug uit de jazzjournalistiek om meer tijd door te brengen met zijn vrouw Delia en de kinderen.
Nadat Gottlieb DownBeat had verlaten, begon hij te werken bij het educatieve filmstripbedrijf Curriculum Films. Hij richtte zijn eigen filmstripbedrijf op, dat later werd gekocht door McGraw Hill. Veel van zijn filmstrips wonnen prijzen van de Canadian Film Board en de Educational Film Librarians Association. Gottlieb schreef en illustreerde ook kinderboeken, waaronder verschillende Gouden Boeken zoals The Four Seasons, Tigers Adventure en Laddie the Superdog. Hij schreef ook educatieve boeken zoals Science Facts You Won't Believe en Space Flight.
Gottliebs wens was, dat zijn opnamen in de collectie van de Library of Congress vrijelijk in het publiek domein ter beschikking zouden werden gesteld, hetgeen de Library of Congress op 16 februari 2010 accepteerde.

## Privéleven en overlijden
Gottlieb trouwde met Delia Potofsky, dochter van Jacob Potofsky. Ze kregen de vier kinderen Barbara, Steven, Richard en Edward. Gottlieb overleed aan complicaties van een beroerte op 23 april 2006 in Great Neck, New York.
Naast zijn fotografiecarrière speelde Gottlieb ook amateurtennis. Gottlieb en zijn zoon Steven werden vaak gerangschikt als de nummer één vader-en-zoon koppel aan de oostkust en werden tweemaal gerangschikt in de top tien van teams in de Verenigde Staten.

## Foto's

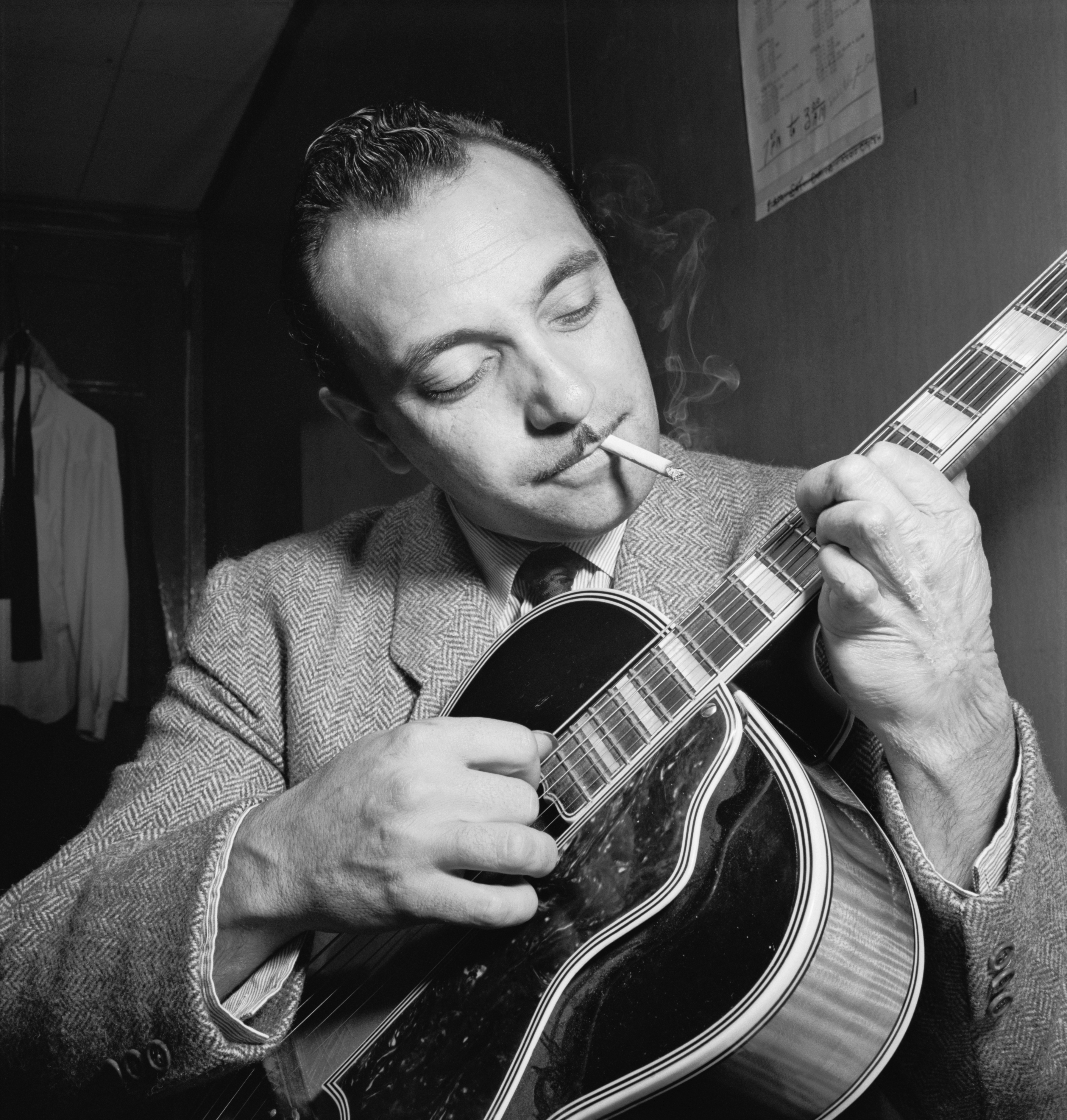
Django Reinhardt tijdens een optreden in de New Yorkse Jazzclub Aquarium, ca. november 1946
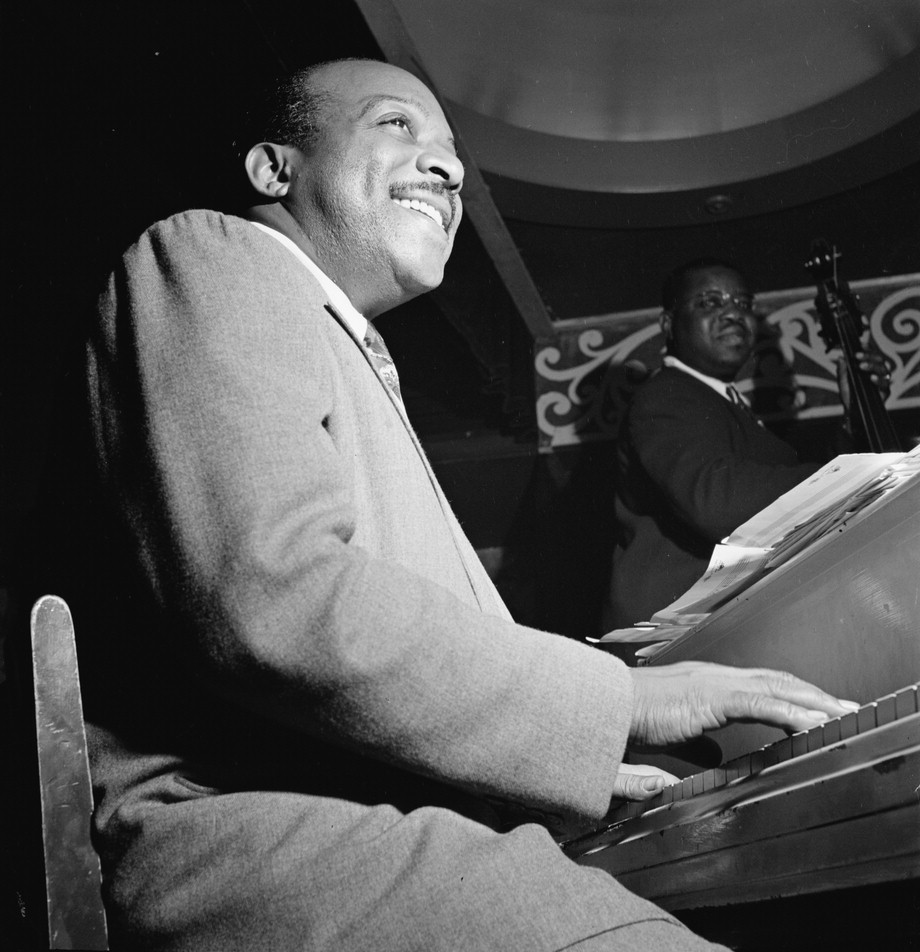
Count Basie tijdens een optreden in de New Yorkse Jazzclub Aquarium, ca. 1947
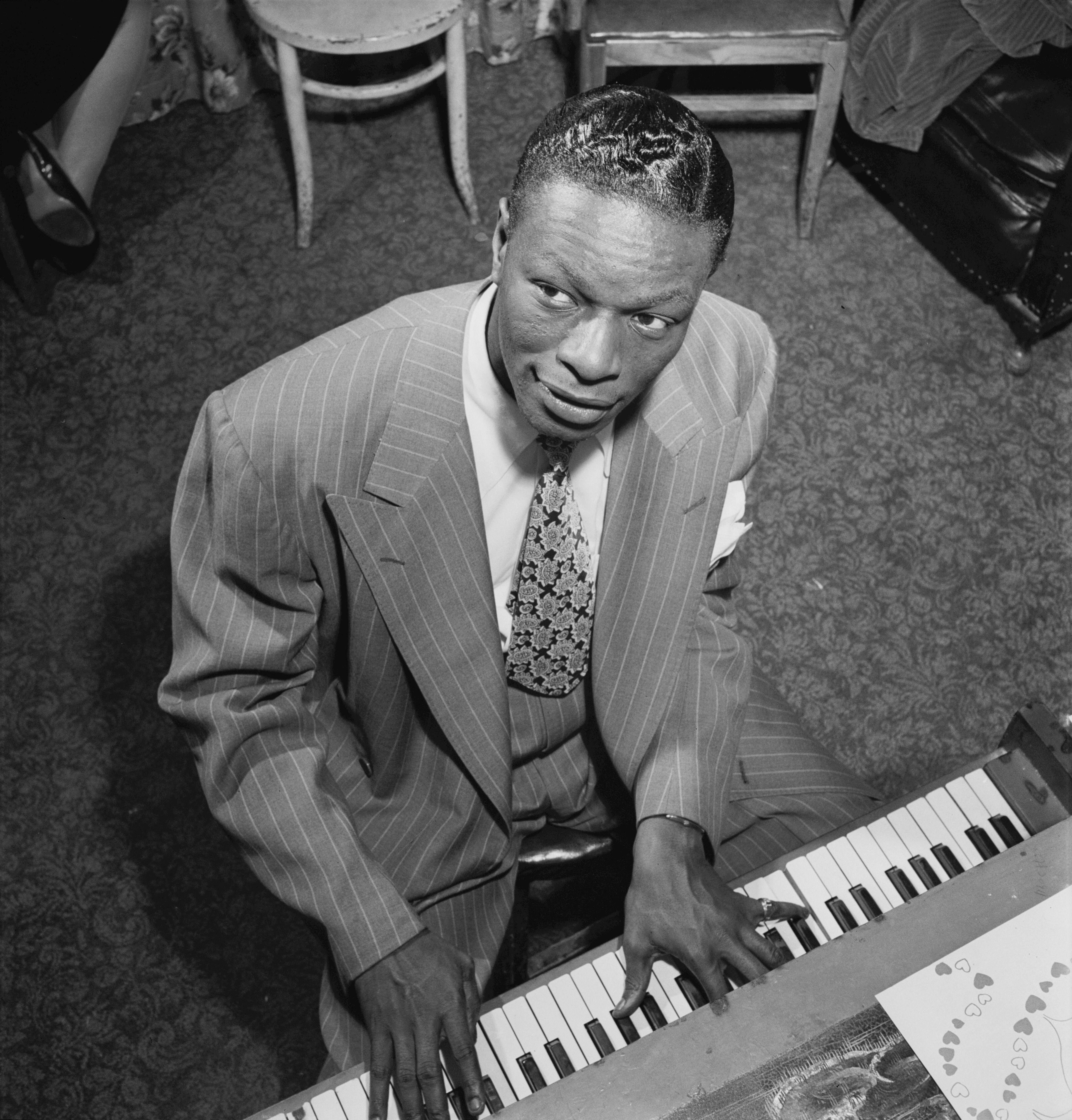
Nat Cole, 1947
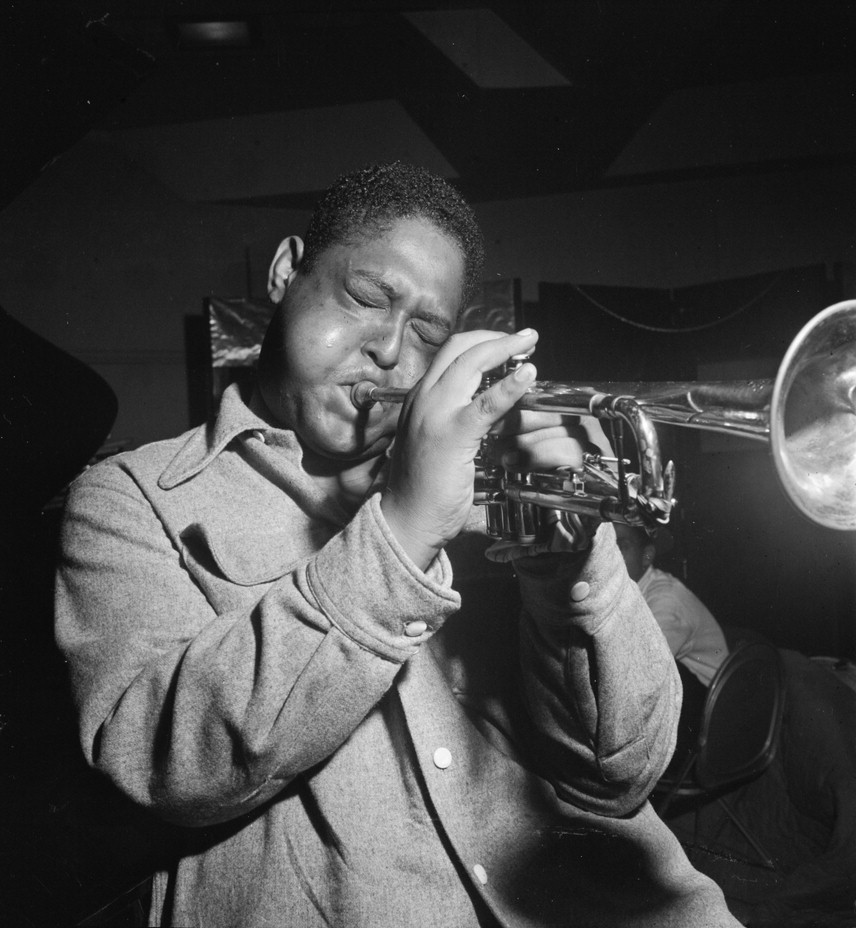
Fats Navarro, rond 1947
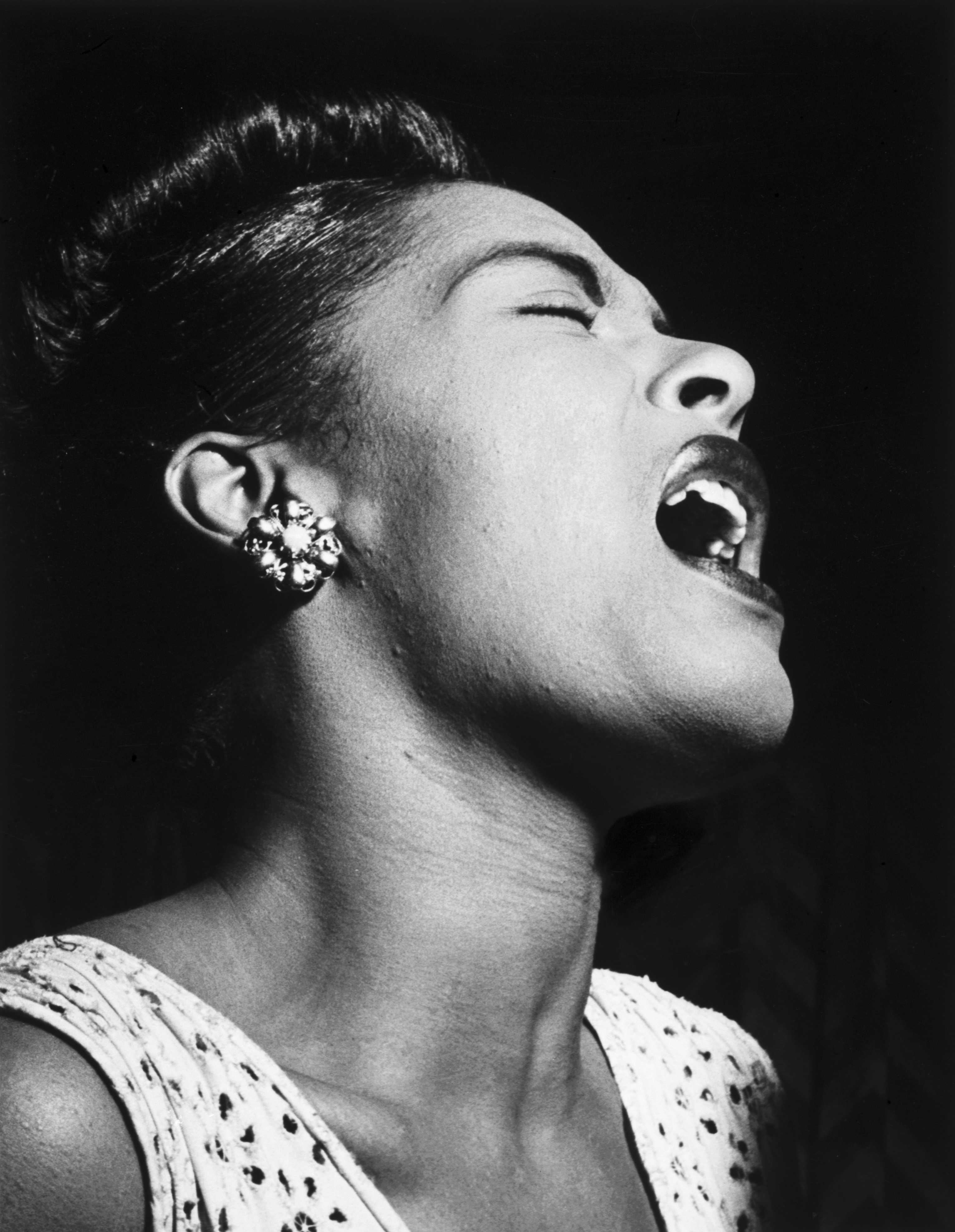
Billie Holiday, 1947
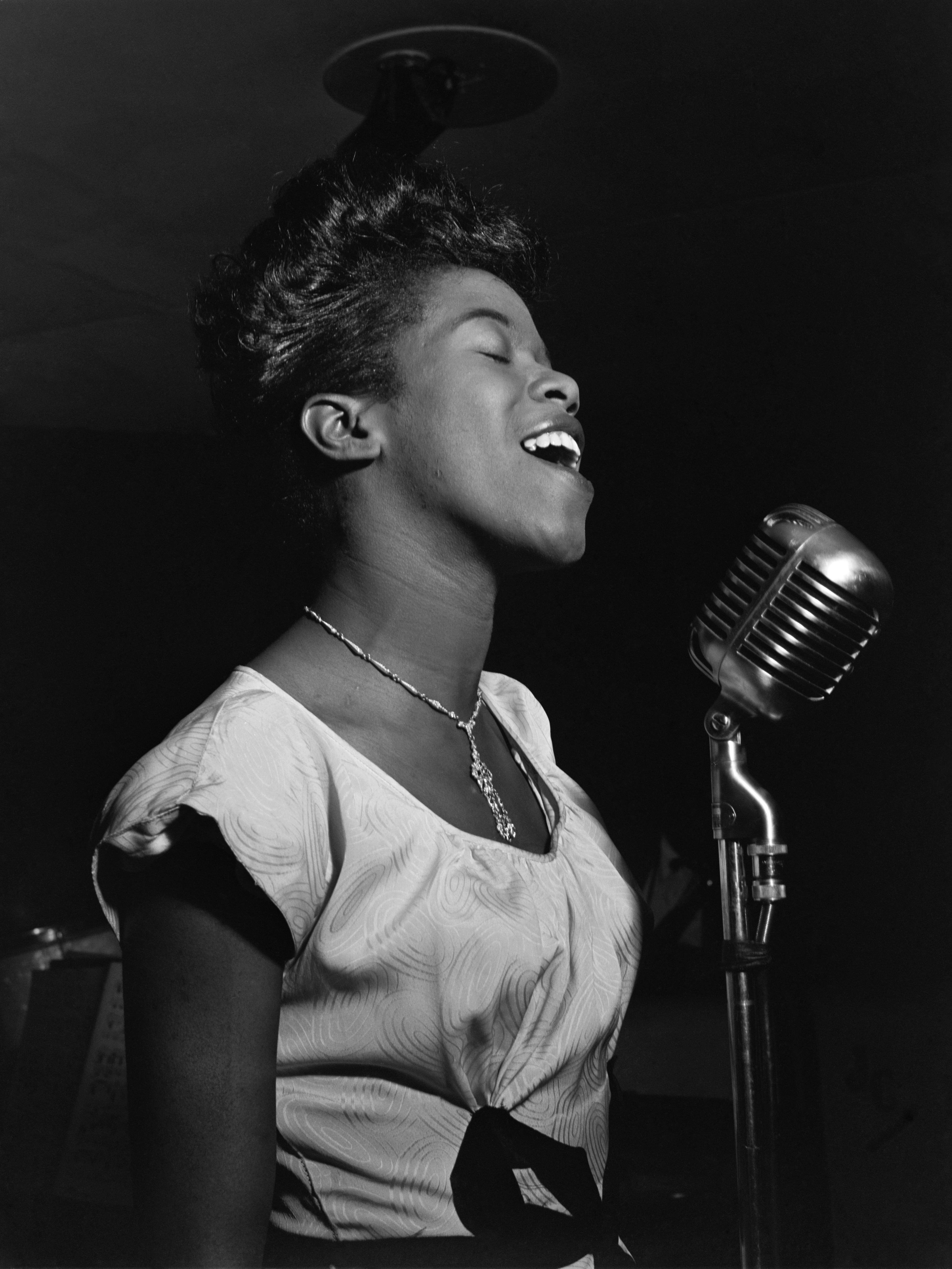
Sarah Vaughan, 1946
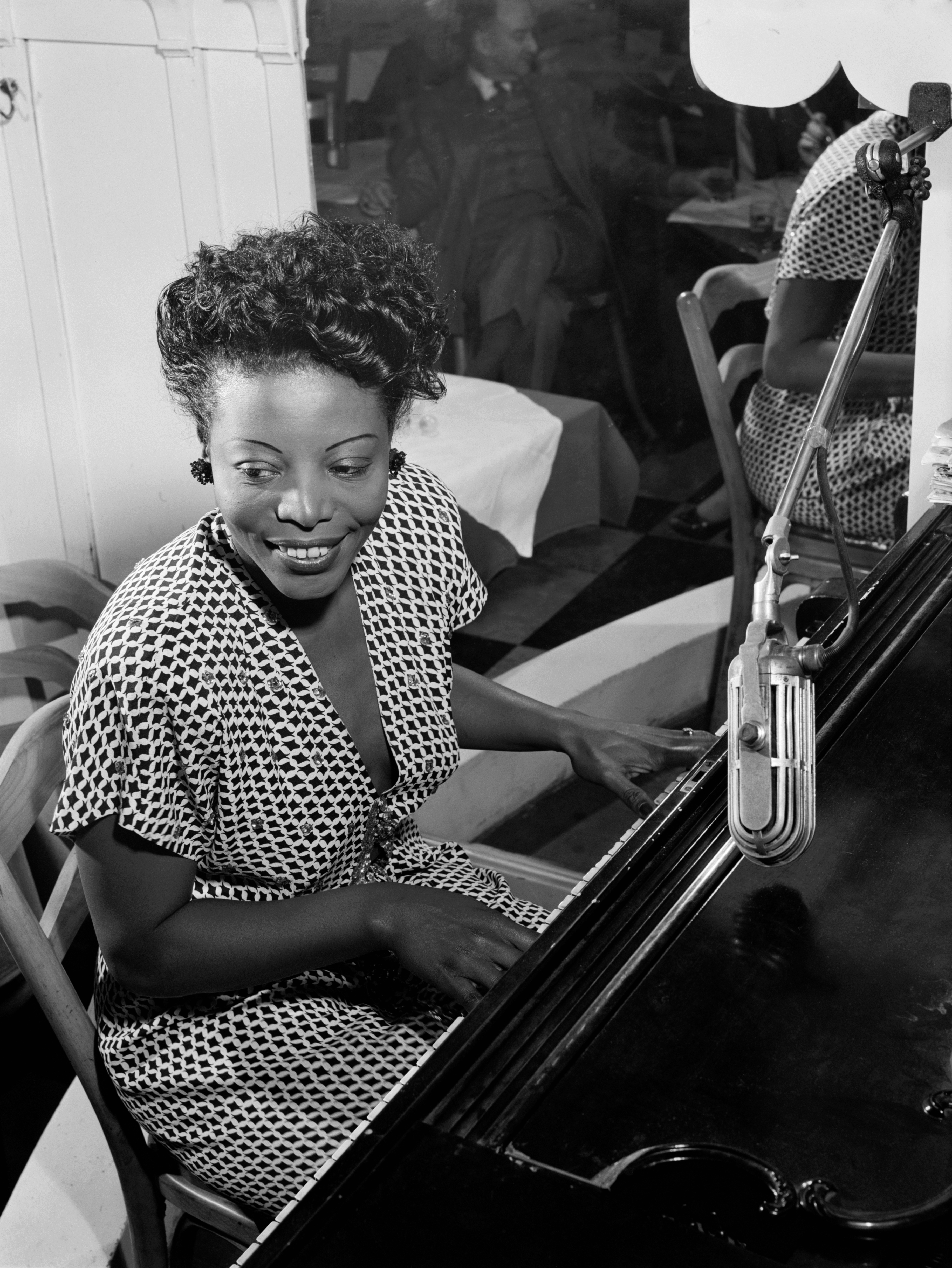
Mary Lou Williams, 1946
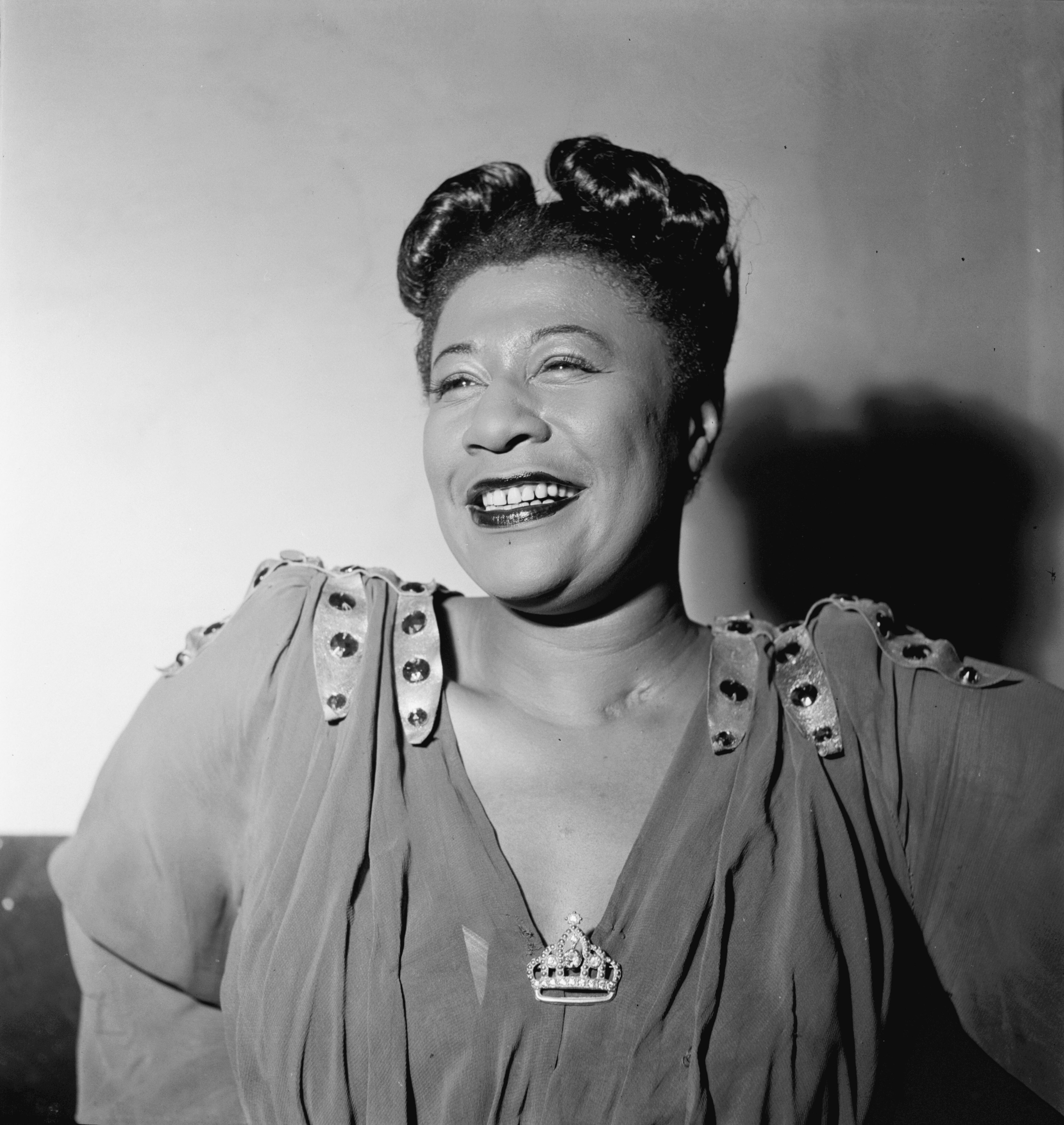
Ella Fitzgerald, 1946

- Bibsys: 3002011
- Bibliothèque nationale de France: cb17060247k (data)
- CiNii: DA07249335
- Gemeinsame Normdatei: 123340144
- International Standard Name Identifier: 0000 0001 1780 1486
- Library of Congress Control Number: n82145642
- MusicBrainz: d83b44b0-26a2-4d4c-b65d-bde885783a72
- Nationale bibliotheek van Australië: 35879051
- Nationale Bibliotheek van Israël: 987007498993205171
- Nederlandse Thesaurus van Auteursnamen: 238431010
- PIC: 281860
- RKD-Nederlands Instituut voor Kunstgeschiedenis: 412660
- SNAC: w65b0878
- Système universitaire de documentation: 24853033X
- Union List of Artist Names: 500483750
- Virtual International Authority File: 113043399
- WorldCat: E39PBJvcYWH7vKhr6QqgJkYkjC